# Agricultura de precisión
La agricultura de precisión es un tipo de gestión de la información cuyo objetivo es mejorar la productividad agrícola. Se utiliza «agricultura de precisión» como una expresión agronómica que define la gestión de parcelas agrícolas sobre la base de la observación, la medida y la actuación frente a la variabilidad inter- e intra-cultivo.[cita requerida] Requiere un conjunto de tecnologías formado por el sistema global de navegación por satélite (GNSS), sensores e imagen tanto satelital como aerotransportada, junto con sistemas de información geográfica (SIG), y aprendizaje automático para estimar, evaluar y entender dichas variaciones. La información recolectada puede ser empleada para evaluar con mayor precisión la densidad óptima de siembra, estimar la cantidad adecuada de fertilizantes o de otros insumos necesarios, y predecir con más exactitud el rendimiento y la producción de los cultivos. Esta información también es utilizada por las tecnologías de aplicación variable (VRT) para optimizar la  distribución de los semillas, fertilizantes y fitosanitarios.

## Definiciones
La Sociedad Internacional de Agricultura de Precisión, una organización profesional y científica sin ánimo de lucro, define a la agricultura de precisión como:

una estrategia de gestión que recoge, procesa y analiza datos temporales, espaciales e individuales y los combina con otras informaciones para respaldar las decisiones de manejo de acuerdo con la variabilidad estimada, y así mejorar la eficiencia en el uso de recursos, la productividad, la calidad, la rentabilidad y la sostenibilidad de la producción agrícola.

## Importancia de la agricultura de precisión
La agricultura de precisión tiene como objeto optimizar la gestión de una parcela desde el punto de vista
- Agronómica: ajuste de las prácticas de cultivo a las necesidades de la planta (ej: satisfacción de las necesidades de nitrógeno).
- Medioambiental: reducción del impacto vinculado a la actividad agrícola (ej: limitaciones de la dispersión del nitrógeno).
- Económico: aumento de la competitividad a través de una mayor eficacia de las prácticas (ej: mejora de la gestión del coste del estiércol nitrogenado).

Además, la agricultura de precisión pone a disposición del agricultor numerosas informaciones que pueden:
- Constituir una memoria real del campo.
- Ayudar a la toma de decisiones.
- Ir en la dirección de las necesidades de trazabilidad.
- Mejorar la calidad intrínseca de los productos agrícolas (ejemplo: índice de proteínas en el caso de los trigos panificables).

## Las etapas y los instrumentos
Se puede distinguir cuatro etapas en la implementación de técnicas de agricultura de precisión que tome en consideración la heterogeneidad espacial:

### Geolocalización de la información
La geolocalización de la parcela permite superponer sobre esta última las informaciones disponibles: análisis del suelo, análisis de los restos nitrogenados, cultivos anteriores, resistividad de los suelos. La geolocalización se efectúa de dos formas:
- delimitación física con ayuda de un GPS a bordo, lo que requiere el desplazamiento del operador hasta la parcela;
- delimitación cartográfica tomando como base una imagen aérea o satelital. Para garantizar la precisión de la geolocalización, estas imágenes de fondo deben adaptarse en términos de resolución y de calidad geométrica.

### La caracterización de la heterogeneidad
Los orígenes de la variabilidad son diversos: el clima (granizo, sequía, lluvia, etc.), el suelo (textura, profundidad, contenido de nitrógeno fósforo y potasio), prácticas de cultivo (siembra sin labranza), malas hierbas, enfermedades.
Varios indicadores permanentes (principalmente relacionados con el suelo) permiten al agricultor mantenerse informado sobre las principales constantes del entorno.
Otros indicadores puntuales lo mantienen informado sobre el estado actual del cultivo (desarrollo de enfermedades, estrés hídrico, estrés nitrogenado, encamado, daños provocados por las heladas, etc.).
Las informaciones pueden proceder de estaciones meteorológicas, de sensores (resistividad eléctrica del suelo, detección a simple vista, imágenes satelitales, etc.).
La medición de la resistividad, completada mediante análisis pedológicos, desemboca en mapas agropedológicos precisos que permiten tomar en cuenta el entorno.

### La toma de decisiones: dos estrategias que se pueden adoptar frente a esta heterogeneidad
A partir de los mapas agropedológicos, la decisión sobre la modulación de los insumos en la parcela se efectúa en función de dos estrategias:
- el enfoque preventivo: se basa en un análisis de los indicadores estáticos durante la campaña (el suelo, la resistividad, el historial de la parcela, etc.),
- el enfoque de gestión: el enfoque preventivo se actualiza gracias a mediciones periódicas durante la campaña. Estas mediciones se efectúan:
  - mediante muestras físicas: peso de la biomasa, contenido en clorofila de las hojas, peso de las frutas, etc.,
  - mediante proxy-detección: sensores a bordo de las máquinas para medir el estado del follaje pero que requieren la agrimensura total de la parcela,
  - mediante teledetección aérea o satelital: se adquieren imágenes multiespectrales y se tratan de forma que se puedan elaborar mapas que representen diferentes parámetros biofísicos de los cultivos.

La decisión puede basarse en Sistemas de soporte a decisiones (modelos agronómicos de simulación de los cultivos y modelos de preconización, por ejemplo DSSAT), pero depende ante todo del agricultor, en función del interés económico y del impacto sobre el medioambiente.

### Implementación de prácticas para compensar estas variabilidades
Las tecnologías de la información y la comunicación (TIC) permiten que la modulación de las operaciones de cultivo dentro de una misma parcela sea más operativa y facilitan el uso por parte del agricultor.
La aplicación técnica de las decisiones de modulación requiere la disponibilidad del material agrícola adecuado. Se habla en este caso de VRT o tecnología de índices variables (ejemplo de modulación: siembra con densidad variable, aplicación de nitrógeno, aplicación de productos fitosanitarios).
La implementación de la agricultura de precisión es más sencilla gracias a los equipos instalados en los tractores:
- Sistema de posicionamiento global (por ejemplo, los receptores GPS que utilizan las transmisiones vía satélite para determinar una posición exacta sobre el globo terrestre).
- Sistema de información geográfica (SIG): programas que ayudan a manipular todos los datos disponibles.
- Material agrícola que pueda practicar la tecnología de los índices variables (sembradora, abonadora).

## La agricultura de precisión en el mundo
El concepto de agricultura de precisión, en su forma actual, apareció en Estados Unidos a principios de los años 80. En 1985, investigadores de la Universidad de Minnesota, hicieron variar las aportaciones de abonos cálcicos en parcelas agrícolas. Fue en esta época cuando apareció la práctica del grid-sampling (recogida de muestras sobre una red fija de un punto por hectárea). Hacia finales de los años 80 y gracias a las extracciones realizadas mediante muestras, aparecieron los primeros mapas de preconización para las aportaciones moduladas de elementos fertilizados y para las correcciones de pH. La evolución de las tecnologías permitió el desarrollo de sensores de rendimiento y su uso, unido a la aparición del GPS, no ha dejado de crecer hasta alcanzar en la actualidad varios millones de hectáreas cubiertos por estos sistemas.
A través del mundo, la agricultura de precisión se desarrolla a ritmos diferentes en función de los países. Entre los países pioneros encontramos por supuesto a los Estados Unidos, a Canadá y Australia. El país de América Latina más involucrado con esta metodología de manejo de cultivos, tanto en tasa de adopción, como en desarrollo de agro-componentes de alta complejidad es sin lugar a dudas la República Argentina, país que gracias a los esfuerzos del sector privado y de instituciones de investigación de dependencia oficial, cuenta hoy con una gran cantidad de superficie sembrada bajo esta modalidad y con una importante cantidad de profesionales muy bien entrenados para este nuevo paradigma de la agricultura moderna. En 1995 se aplicó por primera vez la innovación tecnológica en la producción de granos en la EEA Manfredi del Instituto Nacional de Tecnología Agropecuaria INTA, quienes realizaron un mapa argentino de rendimiento de una cosecha de granos.  Otro país de América Latina que se perfila como un gran demandante de este tipo de tecnologías es Brasil. El escenario actual de la agricultura en Brasil camina hacia una producción eficiente con la protección del medio ambiente por lo tanto, Embrapa estableció la Red Brasileña de Investigación en Agricultura de Precisión, con el objetivo de generación de conocimientos, herramientas y tecnologías para la agricultura de precisión aplicada a los cultivos de soja, maíz, trigo, arroz, algodón, pastos, eucaliptos, pinos, uva, melocotón, naranja y caña de azúcar.
En Europa, los precursores fueron los ingleses, seguidos de cerca por los franceses. En Francia, la agricultura de precisión apareció en 1997-1998. El desarrollo del GPS y de las técnicas de esparcimiento modular contribuyó a arraigar estas prácticas. En la actualidad, menos del 10 % de la población agrícola francesa está equipada con herramientas de modulación de este tipo. El GPS está más extendido. Pero esto no impide que utilicen servicios, que suministra mapas de recomendaciones por parcelas, considerando su heterogeneidad.

## Impacto económico y medioambiental
La reducción de las cantidades de nitrógeno aportadas es significativa, lo que acostumbra a generar un mejor rendimiento. Por tanto, el retorno de la inversión se alcanza en varios niveles: ahorro en la compra de los productos fitosanitarios y de los abonos, y mejor valorización de las cosechas.
El segundo efecto positivo, a mayor escala, de estas aportaciones dirigidas, de forma geográfica, temporal y cuantitativa, hace referencia al medio ambiente. En efecto, aportar la dosis correcta en el lugar idóneo y en el momento óptimo sólo puede beneficiar al cultivo, al suelo y a las capas freáticas, y, de este modo, a todo el ciclo agrícola.
Por tanto, la agricultura de precisión se ha convertido en uno de los pilares de la agricultura sostenible, ya que es respetuosa con los cultivos, las tierras y los agricultores. Se entiende por agricultura sostenible un dispositivo de producción agrícola que pretende garantizar una producción perenne de alimentación, respetando los límites ecológicos, económicos y sociales que garantizan el mantenimiento en el tiempo de esta producción.
Por tanto, la agricultura de precisión no hace más que poner la alta tecnología al servicio de esta ambición respetable y loable.

## Tecnologías emergentes
La agricultura de precisión es un campo de aplicación de las nuevas tecnologías digitales:
- Robots
- Vehículos autónomos[9]
- Imágenes satelitales y con drones
- Internet de las cosas (IoT, Internet of Things)
- Aplicaciones móviles
- Machine Learning
- Agricultura de precisión Nax
- Sensor 100% sostebible de Bioo: No requiere pilas de ningún tipo, ya que tiene plantas que funcionan a modo de interruptor biológico. Generan una bacteria a partir de sustancias orgánicas que se encuentran en el suelo, lo que luego da energía a dicho dispositivo.[10]

## Conferencias
- InfoAg Conference
- European conference on Precision Agriculture (ECPA) (bienal, en años nones)
- International Conference on Precision Agriculture (ICPA) (bienal, en años pares)